# Senta Berger
Senta Berger (pronunciació alemanya: [ˈzɛnta ˈbɛʁɡɐ] ( escolteu-ho); Viena, 13 de maig de 1941) és una actriu de cinema i teatre austríaca.
Berger es va casar amb el director i productor Michael Verhoeven el 1966. Són els pares dels actor Simon i Luca Verhoeven.

## Biografia
Berger és filla del músic Josef Berger i de la mestra Therese Jany. Apargué per primera vegada a un escenari als 4 anys.
En el cinema, la seva primera pel·lícula va ser l'any 1957.
Bernhard Wicki i Artur Brauner van produir la pel·lícula The Good Soldier Schweijk amb Berger i l'actor alemany Heinz Rühmann.

## Filmografia incompleta
| Any  | Pel·lícula                                        | Paper                    | Director                 | Notes      |
| ---- | ------------------------------------------------- | ------------------------ | ------------------------ | ---------- |
| 1959 | The Journey                                       | Noia amb bufanda negra   | Anatole Litvak           |            |
| 1960 | The Good Soldier Schweik                          | Gretl                    | Axel von Ambesser        |            |
| 1961 | The Secret Ways                                   | Elsa                     | Phil Karlson             |            |
| 1961 | The Miracle of Father Malachia                    | Yvonne Krüger            | Bernhard Wicki           |            |
| 1961 | Es muß nicht immer Kaviar sein                    | Chantal                  | Géza von Radványi        | Dues parts |
| 1961 | Das Geheimnis der schwarzen Koffer                | Susan Brown              | Werner Klingler          |            |
| 1962 | Das Testament des Dr. Mabuse                      | Nelly                    | Werner Klingler          |            |
| 1962 | Sherlock Holmes and the Deadly Necklace           | Mrs. Ellen Blackmore     | Terence Fisher           |            |
| 1963 | The Victors                                       | Trudi                    | Carl Foreman             |            |
| 1963 | Kali Yug: Goddess of Vengeance                    | Catherine Talbot         | Mario Camerini           | Dues parts |
| 1964 | The Spy with My Face                              | Serena                   | John Newland             |            |
| 1964 | See How They Run                                  | Orlando Miller           | David Lowell Rich        | Telefilm   |
| 1965 | Major Dundee                                      | Teresa Santiago          | Sam Peckinpah            |            |
| 1965 | The Glory Guys                                    | Lou Woddard              | Arnold Laven             |            |
| 1966 | L'ombra d'un gegant (Cast a Giant Shadow)         | Magda Simon              | Melville Shavelson       |            |
| 1966 | Our Man in Marrakesh                              | Kyra Stanovy             | Don Sharp                |            |
| 1966 | The Poppy Is Also a Flower                        | Ballarina                | Terence Young            |            |
| 1966 | Lange Beine                                       | Doris Holberg            | Alfred Vohrer            |            |
| 1966 | Conspiració a Berlin (The Quiller Memorandum)     | Inge Lindt               | Michael Anderson         |            |
| 1966 | The Treasure of San Gennaro                       | Maggie                   | Dino Risi                |            |
| 1967 | To Commit a Murder                                | Gertraud Sphax           | Édouard Molinaro         |            |
| 1967 | Emboscada a Matt Helm (The Ambushers)             | Francesca Madeiros       | Henry Levin              |            |
| 1967 | Diabolically Yours                                | Christiane               | Julien Duvivier          |            |
| 1969 | Les Étrangers                                     | May                      | Jean-Pierre Desagnat     |            |
| 1969 | De Sade                                           | Anne de Montreuil        | Cy Endfield              |            |
| 1969 | Giacomo Casanova: Childhood and Adolescence       | Giulietta Cavamacchia    | Luigi Comencini          |            |
| 1970 | Cuori solitari                                    | Giovanna                 | Franco Giraldi           |            |
| 1970 | When Women Had Tails                              | Filli                    | Pasquale Festa Campanile |            |
| 1971 | He Who Loves in a Glass House                     | Hanna                    | Michael Verhoeven        |            |
| 1971 | Le Saut de l'ange                                 | Sylvaine Orsini          | Yves Boisset             |            |
| 1971 | Roma Bene                                         | Princesa Dedé Marescalli | Carlo Lizzani            |            |
| 1971 | L'amante dell'Orsa Maggiore                       | Fela                     | Valentino Orsini         |            |
| 1972 | Die Moral der Ruth Halbfass                       | Ruth Halbfass            | Volker Schlöndorff       |            |
| 1973 | Reigen                                            | The wife                 | Otto Schenk              |            |
| 1973 | La lletra escarlata (Der Scharlachrote Buchstabe) | Hester Prynne            | Wim Wenders              |            |
| 1973 | Hospitals: The White Mafia                        | Suor Maria               | Luigi Zampa              |            |
| 1973 | Amore e ginnastica                                | Maria Pedani             | Luigi Filippo D'Amico    |            |
| 1974 | Puzzle                                            | Sara Grimaldi            | Duccio Tessari           |            |
| 1974 | La bellissima estate                              | Manuela                  | Sergio Martino           |            |
| 1976 | MitGift                                           | Alice Burgmann           | Michael Verhoeven        |            |
| 1976 | The Swiss Conspiracy                              | Denise Abbott            | Jack Arnold              |            |
| 1976 | Goodnight, Ladies and Gentlemen                   | Signora Palese           |                          |            |
| 1977 | Das Chinesische Wunder                            | Detta Gaspardi           | Wolfgang Liebeneiner     |            |
| 1977 | La creu de ferro (Cross of Iron)                  | Eva                      | Sam Peckinpah            |            |
| 1978 | Ritratto di borghesia in nero                     | Carla Richter            | Tonino Cervi             |            |
| 1985 | Fatto su misura                                   | Signora Schwartz         | Francesco Laudadio       |            |
| 1985 | The Two Lives of Mattia Pascal                    | Clara                    | Mario Monicelli          |            |
| 1986 | Killing Cars                                      | Marie Landauer           | Michael Verhoeven        |            |
| 1990 | Tre colonne in cronaca                            | Comtessa Odessa Bonaveri | Carlo Vanzina            |            |
| 1998 | Bin ich schön?                                    | Unna                     | Doris Dörrie             |            |
| 2009 | Ob ihr wollt oder nicht!                          | Dorothea                 | Ben Verbong              |            |
| 2010 | Satte Farben vor Schwarz                          | Anita                    | Sophie Heldman           |            |
| 2012 | Zettl                                             | Mona Mödlinger           | Helmut Dietl             |            |
| 2012 | Ruhm                                              | Rosalie                  | Isabel Kleefeld          |            |

## Televisió
| Any       | Títol                                                  | Paper                       | Notes                             |
| --------- | ------------------------------------------------------ | --------------------------- | --------------------------------- |
| 1963      | Walt Disney's Wonderful World of Color: The Waltz King | Henriette Treffz            |                                   |
| 1964      | The Man From U.N.C.L.E.: The Double Affair             | Serena                      | (sèrie de televisió, 1 episodie)  |
| 1968      | It Takes a Thief: A Thief Is a Thief                   | Claire Vickers              | (sèrie de televisió, 1 episodi)   |
| 1968      | Istanbul Express                                       | Mila Darvos                 |                                   |
| 1969      | It Takes a Thief: Flowers from Alexander               | Claire Vickers/Laurie James | (sèrie de televisió, 1 episodi)   |
| 1969      | Babeck                                                 | Susanne Stefan              | (TV miniseries, 3 episodis)       |
| 1986      | Kir Royal – Aus dem Leben eines Klatschreporters       | Mona                        | (sèrie de televisió, 6 episodis)  |
| 1989      | Die schnelle Gerdi                                     | Gerdi                       | (sèrie de televisió, 6 episodis)  |
| 1990      | La belle Anglaise                                      |                             | (sèrie de televisió, 1 episodi)   |
| 1992      | Sie und Er                                             | Charlotte                   |                                   |
| 1992      | Lilli Lottofee                                         | Lilli                       | (sèrie de televisió, 6 episodis)  |
| 1994      | Gefangene Liebe                                        |                             |                                   |
| 1994-1996 | Ärzte: Dr. Schwarz und Dr. Martin                      | Dr. Margarethe Martin       | (sèrie de televisió, 8 episodis)  |
| 1995      | Die Nacht der Nächte                                   | Teresa                      |                                   |
| 1995      | Kommissar Rex                                          | Karla Wilke                 | (sèrie de televisió, 1 episodi)   |
| 1996      | Mein Sohn ist kein Mörder!                             | Sarah Renzi                 |                                   |
| 1997      | Kap der Rache                                          | Lilian                      |                                   |
| 1997      | Lamorte                                                | Susa                        |                                   |
| 1997      | Bella Ciao                                             | Teresa                      |                                   |
| 1998      | Mammamia                                               | Clara                       |                                   |
| 1999      | Liebe und weitere Katastrophen                         | Franziska Ackermann         | (TV miniseries, 4 episodis)       |
| 1999      | Rosamunde Pilcher: Nancherrow                          | Alex Gower                  |                                   |
| 1999      | Mit fünfzig küssen Männer anders                       | Marie Mechlenburg           |                                   |
| 2000      | Zimmer mit Frühstück                                   | Elisabeth                   |                                   |
| 2000      | Trennungsfieber                                        | Dr. Carla Severin-Bauer     |                                   |
| 2000      | Scharf aufs Leben                                      | Solveigh Kronberg           |                                   |
| 2000      | Probieren Sie's mit einem Jüngeren                     | Anna                        |                                   |
| 2002-2014 | Unter Verdacht                                         | Dr. Eva-Maria Prohacek      | (sèrie de televisió, 22 episodis) |
| 2002      | Bis dass dein Tod uns scheidet                         | Edith Mosbach               |                                   |
| 2004      | Die schnelle Gerdi und die Hauptstadt                  | Gerdi                       | (sèrie de televisió, 6 episodis)  |
| 2004      | Die Konferenz                                          | Cornelia Cordes             |                                   |
| 2005      | Einmal so wie ich will                                 | Emma Bauer                  |                                   |
| 2005      | Emilia - Die zweite Chance                             | Dr. Emilia Seiler           |                                   |
| 2005      | Emilia - Familienbande                                 | Dr. Emilia Seiler           |                                   |
| 2006      | Nette Nachbarn küsst man nicht                         | Helga Forstmann             |                                   |
| 2008      | Rosamunde Pilcher: Four Seasons                        | Julia Combe                 | (TV miniseries, 4 episodis)       |
| 2009      | Schlaflos                                              | Carla Sagmeister            |                                   |
| 2009      | Frau Böhm sagt Nein                                    | Rita Böhm                   |                                   |
| 2009      | Mama kommt!                                            | Luise Fischer               |                                   |
| 2010      | Liebe am Fjord: Das Ende der Eiszeit                   | Pernille                    | (sèrie de televisió, 1 episodi)   |
| 2011      | In den besten Jahren                                   | Erika Welves                |                                   |
| 2012      | Operation Zucker                                       | Dorothee Lessing            | (TV thriller)                     |
| 2012      | Hochzeiten                                             | Klara                       |                                   |
| 2013      | Und alle haben geschwiegen                             | Luisa Hamilton              | (TV drama)                        |
| 2013      | Willkommen auf dem Land                                | Rita                        |                                   |